# Église syriaque orthodoxe
L'Église syriaque orthodoxe (syriaque : ܥܺܕܬܳܐ ܣܽܘ̣ܪܝܳܝܬܳܐ ܗܰܝܡܳܢܽܘܬܳܐ ܬܪܺܝܨܰܬ ܫܽܘ̣ܒ̣ܚܳܐ) est une Église orientale autocéphale. Elle fait partie de l'ensemble des Églises des trois conciles. Le chef de l'Église, actuellement Ignace Ephrem II Karim, porte le titre de Patriarche d'Antioche et de tout l'Orient (en syriaque : ܦܛܪܝܪܟܐ ܕܐܢܛܝܘܟܝܐ ܘܕܟܠܗ̇ ܡܕܢܚܐ ; en arabe : بطريرك أنطاكية وسائر المشرق), avec résidence à Damas.
Elle tire son surnom de « jacobite » du nom d'un de ses fondateurs, Jacques Baradée.
Du fait des querelles christologiques (sur la nature du Christ) et des schismes qui s'ensuivirent, le titre de patriarche d'Antioche se trouve porté également par quatre autres chefs d'Église.

## Nom
L'Église syriaque orthodoxe (d'Antioche) est également connue sous d'autres noms :
- Église orthodoxe syriaque
- Église orthodoxe syrienne
- Église syrienne orthodoxe
- Église jacobite
- Église syriaque occidentale
- Église syrienne d'Occident[2]
- Église syriaque d'Occident

## Histoire
Les racines de l'Église syriaque orthodoxe sont à rechercher dans les disputes christologiques qui émaillent l'Antiquité tardive. Le monophysisme d'Eutychès ne reconnaît qu'une seule nature au Christ, la nature divine tellement supérieure à la nature humaine qu'elle l’a absorbée. Le concile œcuménique, convoqué en 451 à Chalcédoine par l'empereur byzantin, tranche : le Christ est à la fois pleinement homme et pleinement Dieu. Eutychès est condamné. Si cette déclaration satisfait Byzance et l'Occident, elle suscite beaucoup d'opposition aux marges de l'Empire.

Fête dans un monastère Syriaque Orthodoxe de Mossoul, au début du XXe siècle.

En Syrie, l'opposition au concile de Chalcédoine est menée par le patriarche Sévère d'Antioche (512-518) et l'évêque Philoxène de Mabboug. Au VIe siècle, l'impératrice Théodora soutient les Syriaques. Elle fait nommer deux évêques syriaques dont Jacques Baradée qui occupe le siège d'Édesse de 542 à 578. Il parcourt l'Asie Mineure et la Syrie, ordonnant prêtres, diacres, évêques, et constituant ainsi une hiérarchie parallèle qui donne naissance à l'Église syriaque orthodoxe ou Église jacobite. Les villes étant fidèles à la théologie officielle de l'Empire byzantin, l'Église syriaque orthodoxe se développe dans les campagnes de la Syrie intérieure et trouve refuge dans les couvents,.
Les jacobites, hostiles à la domination de Byzance, favorisent la prise du pouvoir par les arabes de Syrie, les Ghassanides. Durant le califat omeyade, ils apprécient d'être gouvernés depuis Damas et savent se rendre indispensables dans l'administration. Mais les jacobites s'arabisent et beaucoup se convertissent à l'islam. Une période moins favorable s'ouvre en 750 avec le califat abasside, centré sur Bagdad et plus perméable à l'influence de l'Église de l'Orient (Nestorienne).
Ancienne juridiction :
- Maphrianat de l'Orient

## Organisation

### Siège patriarcal
- Liste des patriarches syriaques orthodoxes d'Antioche

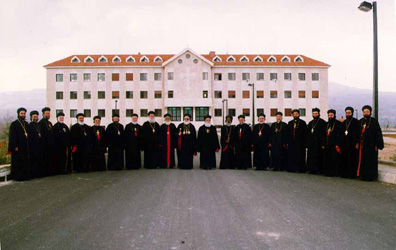
Membres du Saint Synode devant le Monastère Mor Ephrem de Maaret Saidnaya

Le chef de l'Église porte toujours le titre de Patriarche d'Antioche même si le siège patriarcal a été déplacé à plusieurs reprises :
- à Malatya (Monastère Mor Bar Sauma) de 1034 à 1293
- à Mardin (Monastère Mor Hananyo) de 1293 à 1924
- à Homs de 1924 à 1959
- à Damas depuis 1959, à la cathédrale Saint-Georges de Damas

### Organisation territoriale

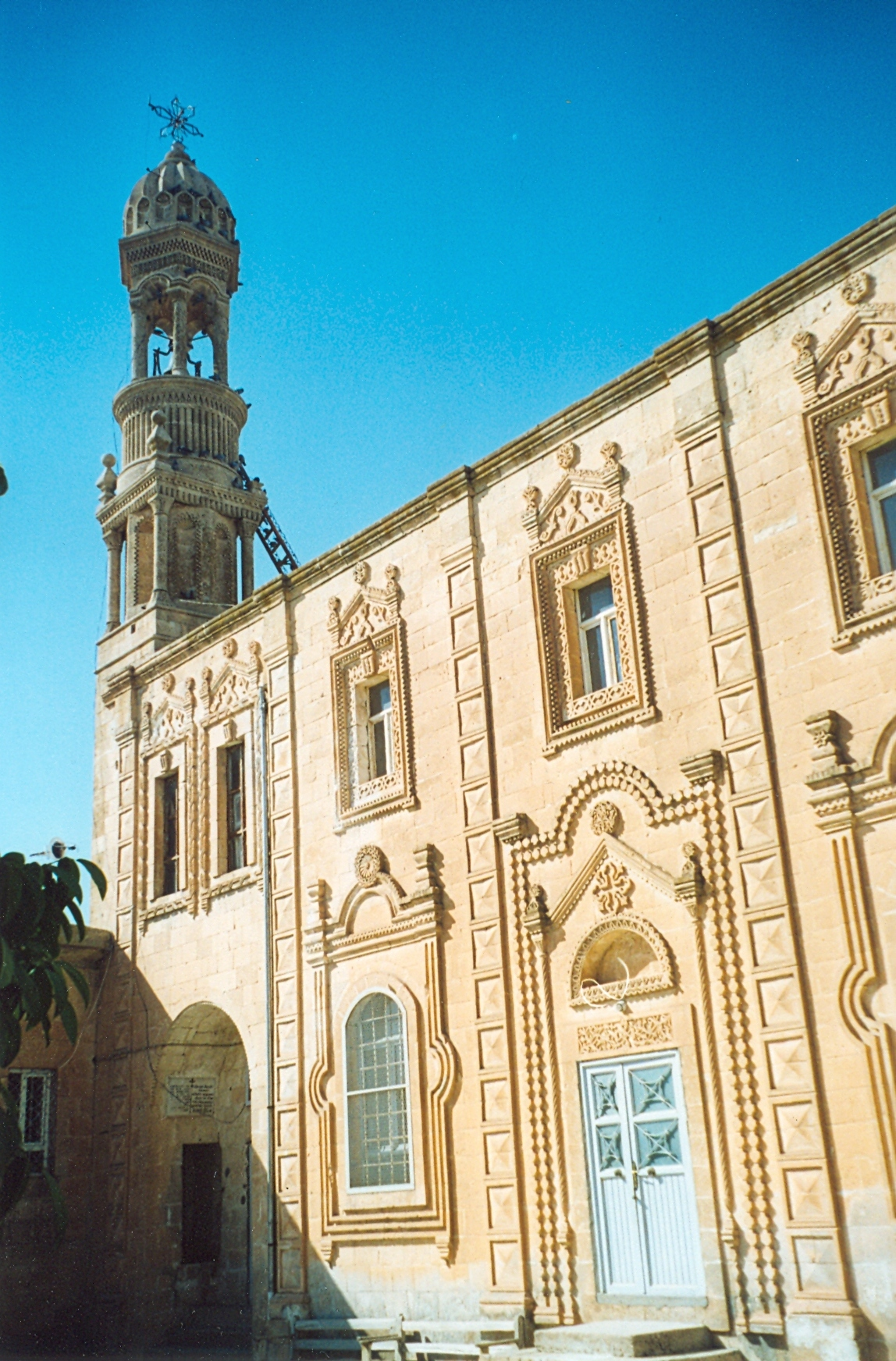
Église Saint Akhsnoyo de Midyat en Turquie

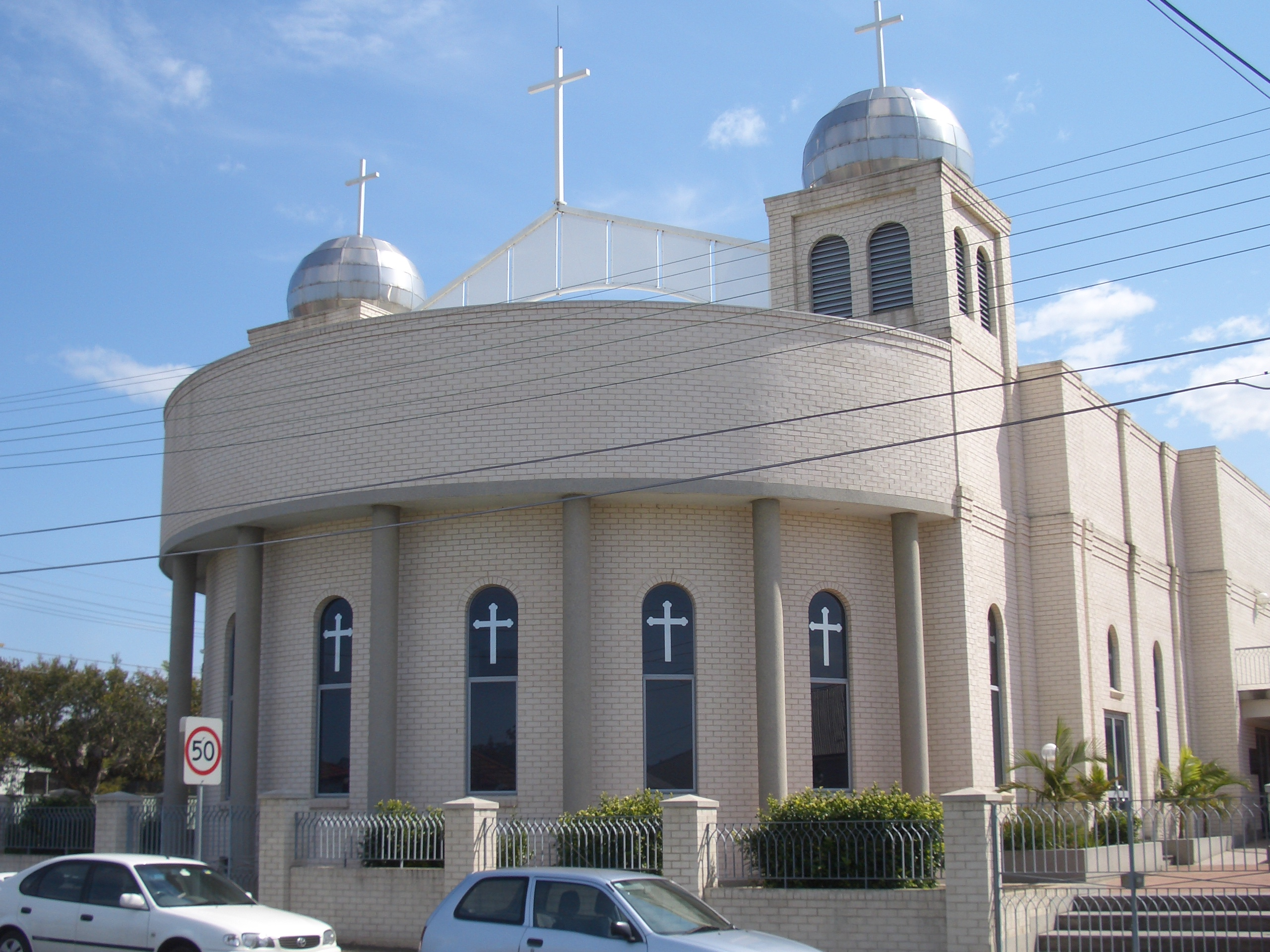
Église à Lidcombe en Australie

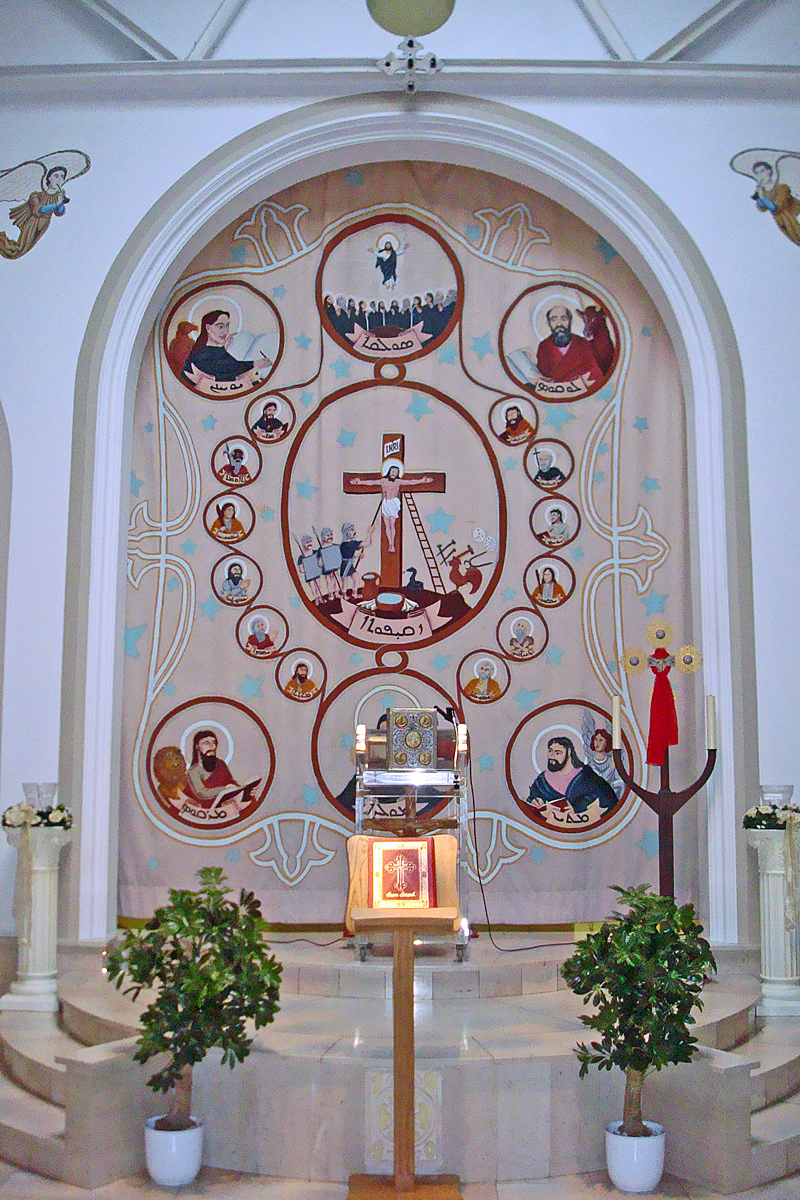
St.-Stephanus-Kirche (église dédiée à saint Étienne) à Gütersloh, Allemagne

#### Proche-Orient
- Syrie
  - Vicariat patriarcal de Damas
  - Archidiocèse d'Alep
  - Archidiocèse de la Djézireh et de l'Euphrate
  - Archidiocèse de Homs et de Hama

- Irak
  - Archidiocèse de Bagdad et de Bassorah
  - Archidiocèse de Dayro d-Mor Mattay
  - Archidiocèse de Mossoul

- Terre sainte
  - Archidiocèse syriaque orthodoxe de Jérusalem et de Terre Sainte (siège au monastère Mor Marqos)

- Liban
  - Archidiocèse de Beyrouth
  - Archidiocèse de Zahlé
  - Archidiocèse de la montagne libanaise

- Turquie
  - Archidiocèse du Tur Abdin (Midyat) (siège au Monastère Mor Gabriel)
  - Archidiocèse d'Istanbul et d'Ankara
  - Diocèse de Mardin (siège au Monastère Mor Hananyo) nomination d'un évêque en 2003[7] après plusieurs années d’interruption.
  - Diocèse d'Adıyaman et de Harput (Elâzığ) depuis 2006[8]

- Égypte
  - Vicariat patriarcal d'Égypte

- golfe Persique
  - Vicariat patriarcal du golfe Persique

#### Reste du monde
- Europe
  - Vicariat patriarcal des Pays-Bas (siège au monastère Mor Ephrem de Losser)
  - Vicariat patriarcal de Belgique, du Luxembourg et de France (siège à Evere)
  - Vicariat patriarcal d'Allemagne septentrionale (siège à Berlin)
  - Vicariat patriarcal d'Allemagne centrale (siège à Gütersloh)
  - Vicariat patriarcal d'Allemagne méridionale (siège à Kirchhausen)
  - Vicariat patriarcal de Suisse et d'Autriche (siège au Monastère Mor Augin à Arth
  - Archidiocèse de Scandinavie (siège à Sodertalje)
  - Vicariat patriarcal de Suède
  - Vicariat patriarcal de Grande-Bretagne
  - Vicariat patriarcal d'Espagne (depuis juin 2015[9])

- Amérique
  - Vicariat patriarcal du Canada
  - Vicariat patriarcal de l'Ouest des États-Unis
  - Vicariat patriarcal de l'Est des États-Unis
  - Vicariat patriarcal du Guatemala
  - Vicariat patriarcal du Brésil
  - Vicariat patriarcal d'Argentine

- Océanie
  - Vicariat patriarcal d'Australie et de Nouvelle-Zélande

## Église en Inde
L'Église syro-malankare orthodoxe est une juridiction autonome de l'Église syriaque orthodoxe en Inde sous le nom de Maphrianat-Catholicossat de l'Inde.

## Église au Brésil
Issue de la volonté missionnaire de Mar Chrysostome (Rabban Moussa Matanos Salama), auprès des Brésiliens depuis 1959, elle regroupe aujourd’hui plus d'une quarantaine de communautés au sein de :
- Archidiocèse du Brésil

Il y a aussi quatre paroisses de langue syriaque :
- Vicariat patriarcal du Brésil

## Mouvements centrifuges et schismes
- Église malankare orthodoxe
- Église syriaque orthodoxe antiochienne
- Église syrienne orthodoxe indépendante en Amérique

## Relations avec les autres Églises
L'Église est membre du Conseil œcuménique des Églises (depuis 1955) ainsi que du Conseil des Églises du Moyen-Orient.

### Relations avec les autres Églises orthodoxes orientales
Le patriarche participe chaque année à la Rencontre des Primats des Églises orthodoxes orientales du Moyen-Orient.

### Relations avec les autres Églises de tradition syriaque

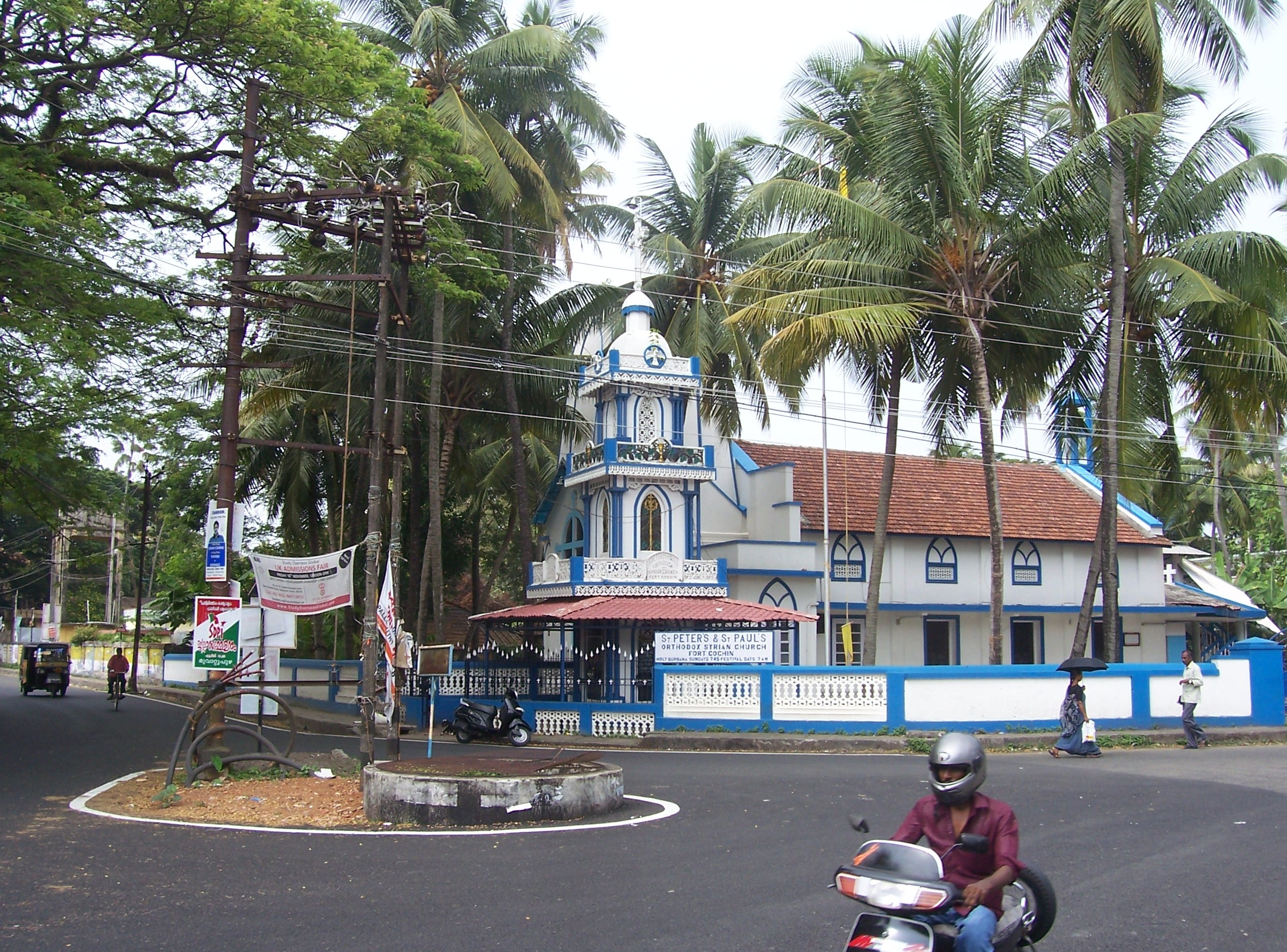
Église syro-malankare de Fort Cochin.

Depuis 1994, l'Église syriaque orthodoxe participe à une série de discussions œcuméniques avec les autres Églises de tradition syriaque, à l'initiative de la Fondation Pro Oriente, fondation œcuménique fondée par le cardinal König, archevêque de Vienne en 1964. Ces discussions rassemblent des représentants d'Églises de tradition syriaque occidentale (Église syriaque orthodoxe, Église catholique syriaque, Église malankare orthodoxe, Église catholique syro-malankare, Église maronite) et de tradition syriaque orientale (Église apostolique assyrienne de l'Orient, Ancienne Église de l'Orient, Église catholique chaldéenne, Église catholique syro-malabare).

### Relations avec l'Église catholique
Le dialogue entre l'Église syriaque orthodoxe et l'Église catholique a été lancé sous les auspices de la fondation œcuménique Pro Oriente qui a organisé des consultations officieuses entre théologiens orthodoxes orientaux et catholiques à Vienne en 1971, 1976 et 1988. Ces consultations se sont concentrées en particulier sur les formulations christologiques. Elles ont abouti à ce qui est connu aujourd'hui comme la formulation christologique de Vienne qui a ouvert la voie aux accords bilatéraux christologiques entre les chefs des Églises.

#### Accord bilatéraux
Le premier d'entre eux, sous le règne du patriarche Ignace Jacques III d'Antioche et du pape Paul VI aboutit à une déclaration commune publiée au Vatican le 27 octobre 1971 signée par les deux responsables religieux :
« La période de récrimination et de condamnation mutuelles a fait place à une volonté de s’efforcer ensemble, sincèrement de diminuer et, éventuellement de supprimer le fardeau de l’histoire qui pèse encore lourdement sur les chrétiens.
Un progrès a déjà été fait, et le pape Paul VI et le patriarche Ignace Jacques III d'Antioche sont d’accord sur le fait qu’il n’y a pas de différences dans la foi qu’ils professent, concernant le mystère du Verbe de Dieu, fait chair et devenu réellement homme même si, au cours des siècles, des difficultés ont surgi des différentes expressions théologiques par lesquelles cette foi était exprimée. »
Ce dialogue a été poursuivi par le patriarche Mar Ignace Zakka Ier Iwas et le pape Jean-Paul II et a abouti à une déclaration commune le 23 juin 1984 à Rome.

##### Église orthodoxe syrienne malankare
En novembre 1993, la Commission mixte de théologie de l'Église catholique et de l’Église orthodoxe syrienne malankare a rédigé un accord sur les mariages inter-religieux. Cet accord a été approuvé par le pape Jean-Paul II et le patriarche le 25 janvier 1994. Un ensemble de directives pastorales accompagne cet accord.

### Filmographie
- Robert Alaux, Les Derniers Assyriens, Paris, 2003 (film documentaire de 52 minutes)